# Durandea racemosa
Durandea racemosa là một loài thực vật có hoa trong họ Linaceae. Loài này được (Vieill.) Stapf mô tả khoa học đầu tiên năm 1909.